# Топонимия Великобритании

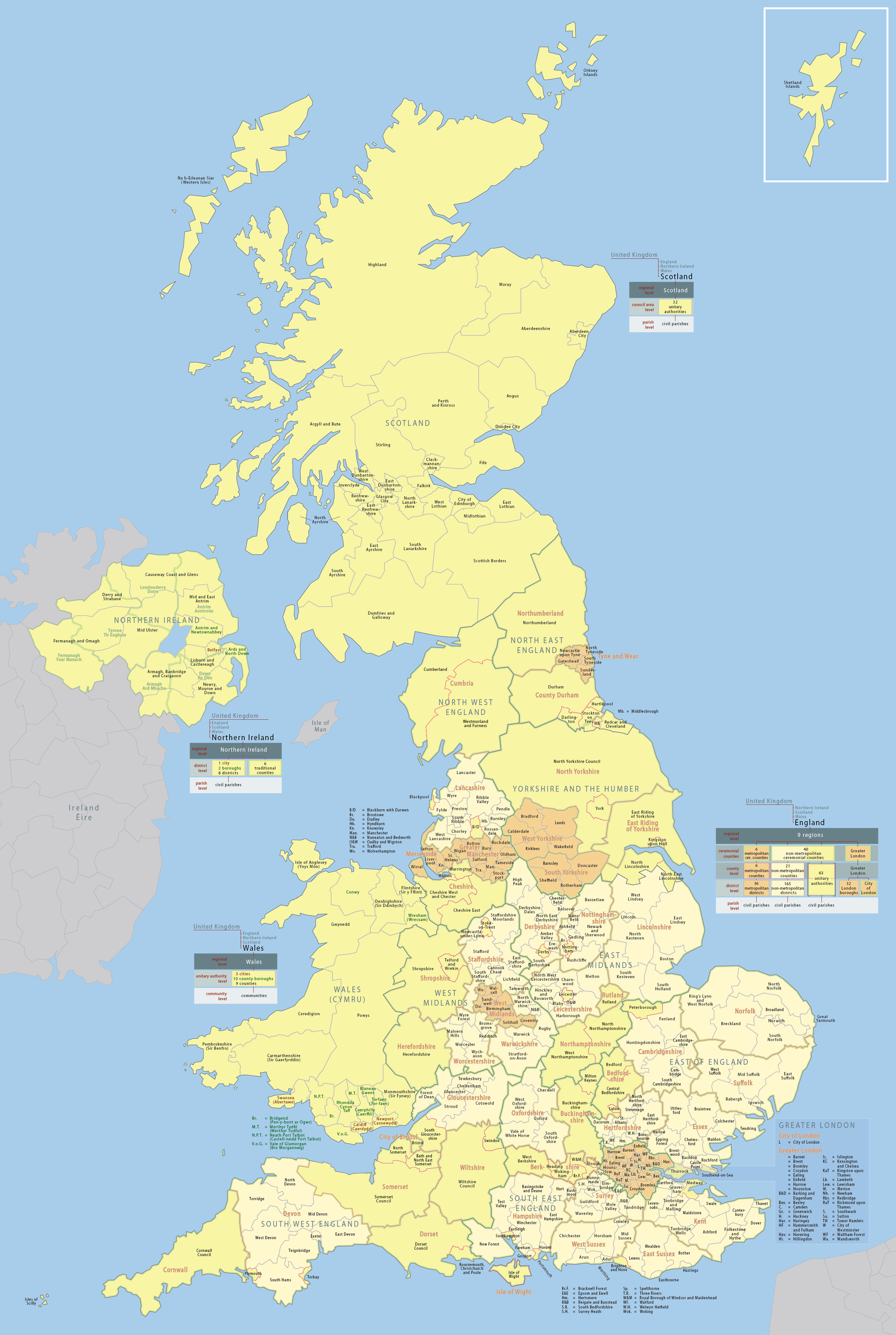
Административное деление Великобритании

Топонимия Великобритании — совокупность географических названий, включающая наименования природных и культурных объектов на территории Великобритании. Структура и состав топонимии страны обусловлены её географическим положением и богатой историей.
В административном отношении Великобритания представляет собой четыре административно-территориальных единицы — Англию, Шотландию, Уэльс и Северную Ирландию, топонимия которых достаточно хорошо изучена. Сложившиеся здесь типы географических названий получили распространение и в других англоязычных станах. На Британских островах сложилось два основных топонимических фона — английский (сакский) и кельтский, которые распределены по территории островов неравномерно.
Русская транскрипция написания географических названий Великобритания в большой мере традиционна и очень отдалённо напоминает реальное звучание этих топонимов на местах. Это объясняется значительной разницей между транскрипцией и произношением в английском языке.

## Название страны
Современное многословное официальное название государства — Соединённое Королевство Великобритании и Северной Ирландии (англ. The United Kingdom of Great Britain and Northern Ireland) — формировалось на протяжении более чем 200 лет. Историческим ядром государства была Англия, к которой в 1707 году присоединилась Шотландия, и новое государство получило название «Великобритания» по расположению на острове Великобритания. После присоединения к Великобритании Ирландии в 1801 году, государство стало именоваться Соединенное Королевство Великобритании и Ирландии. После получения большей части Ирландии статуса доминиона в 1922 году в употребление входит уточнённое название Соединённое Королевство Великобритании и Северной Ирландии, официально принятое британским парламентом в 1927 году. По оценке В. А. Никонова, название Британия происходит от этнонима бриттов — кельтских племён, составлявших основное население Британии с VIII века до н. э. по V век н. э., а термин «Великая» возник от противопоставления «Малой» Британии — французской Бретани с этнически родственным населением.

## Формирование и состав топонимии

### Топонимия Англии

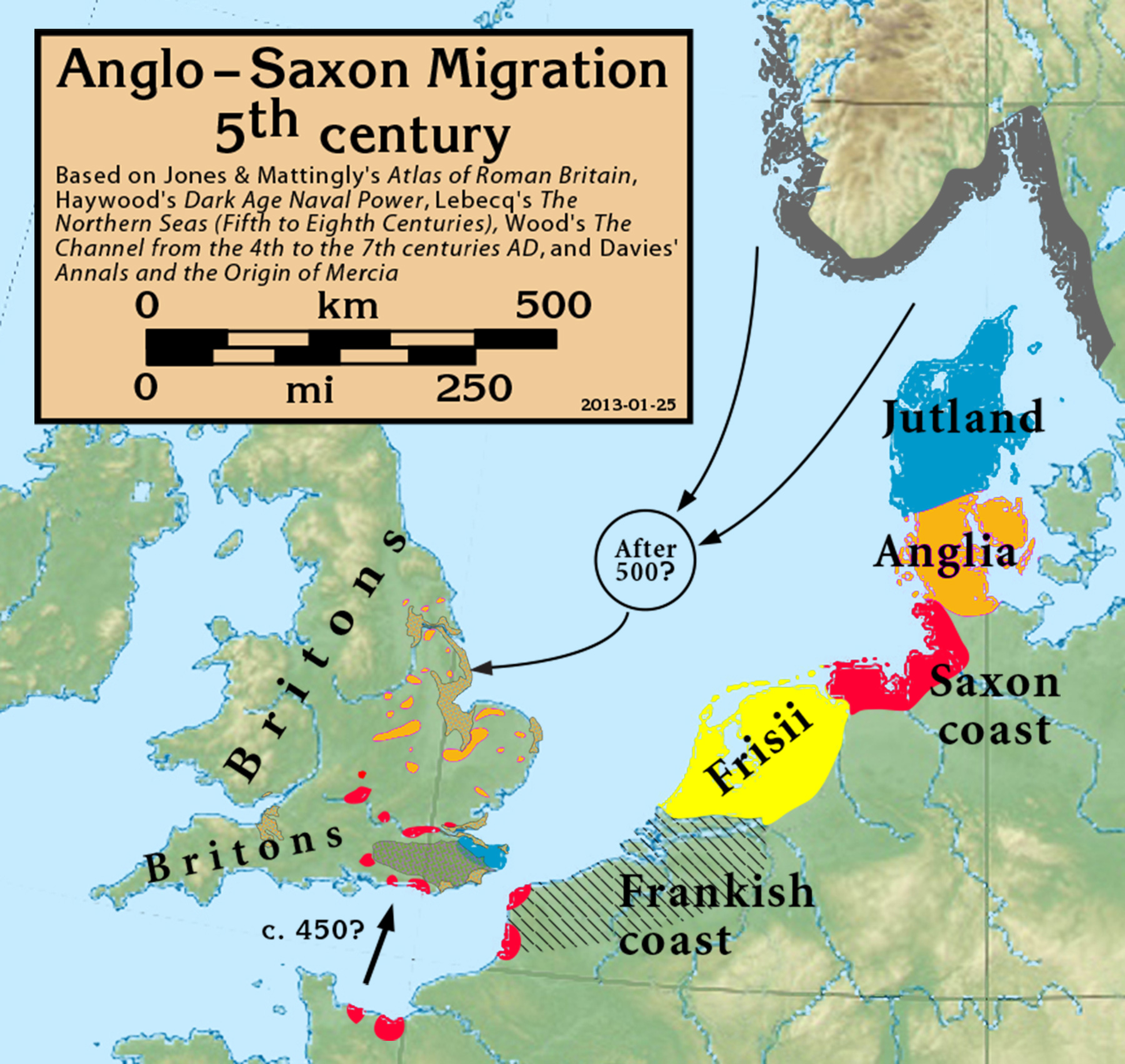
Миграция германских племён на Британские острова в V веке, согласно хроникам Беды Достопочтенного

Название «Англия» происходит от древнеанглийского слова Englaland, что означает «земля англов». Самое раннее письменное использование термина «Engla londe» содержится в переводе конца IX века на древнеанглийский язык трактата «Церковная история народа англов» историка и богослова Беды Достопочтенного.
На территории Англии доминирует английский топонимический слой. Кельтский слой в центре и на юго-востоке Англии выражен очень слабо, он перекрыт плотной массой последующих англосаксонских топонимов. По оценке В. А. Жучкевича, в ойконимии Англии можно выделить три типа топонимов по форме образования:
- простые — Сток[англ.], Ли и др.;
- сложные — Лондон, Манчестер, Бристоль и др.
- составные, состоящие из двух и более слов — Кингстон-апон-Халл, Сток-он-Трент и др.[5].

Наиболее характерны для английских ойконимов форманты -гем, -тон, -би, -бери (-боро, -бро), -честер, -сток, -вик. Каждый из этих формантов сочетается с основами определённого значения, формируя характерные для Англии типы топонимов. Так, формант -гем (-гам) является очень древним и означает «дом, жилище, посёлок» (Бирмингем, Хейгем, Рокингем, Диргем и т. д.). Формант -тон по смыслу имеет то же значение, что и-гем, но происхождение его более позднее (Броутон, Брайтон, Марчингтон и т. д.). Есть прецеденты, когда оба эти форманта встречаются в одном топониме — Нортгемптон, Саутгемптон и др. Формант -би происходит от скандинавского бёр — «деревня», и особенно широко представлен в регионах сильного скандинавского влияния на английскую топонимию: Дерби, Уитби, Кернби, Гримсби и др. Широко распространён формант -сток, который характерен для небольших поселений и в известной мере является аналогом русского «выселок» или «новосёлок»: Вудсток, Бейзингсток и др. Древнеанглийским является формант -честер, обозначающий «лагерь, укрепление»:Честер, Рочестер, Манчестер, Кинчестер, Чичестер и др. Вариантом предыдущего является формант -кастер, встречающийся в районах, испытавших скандинавское влияние: Ланкастер, Донкастер, Анкастер и др. Формант -бери (-боро, -бро) чаще всего встречается на западе Англии и означает «укрепление»: Солсбери, Шрусбери, Малмсбери, Мидлсбро, Гейнсбро и др. Формант -вик (-вич) также имеет скандинавское происхождение: Ипсвич, Вулвич, Гринвич и т. д..
В сложных английских топонимах типичными формантами являются -бридж (мост), -дон (гора), -таун (город), -филд (поле), -вуд (лес), -брук (ручей), -форд (брод), -маркет (рынок), -хауз (дом, хутор), -ленд (местность, урочище), -чёрч (церковь) и т. д. Характерные примеры: Бриджсток, Кембридж, Стокбридж, Клейдон, Падлтаун, Акфилд, Экфилд, Байфилд, Локсвуд, Рингвуд, Шарнбрук, Вулфорд, Бландфорд, Орфорд, Стаумаркет, Беркенмаркет, Вудхауз, Крауленд, Свелленд, Димчёрч, Хернчёрч, Крайстчёрч и т. д.. Большинство названий английских графств содержит формант -шир: Кардиганшир, Девоншир, Пембрукшир, Шропшир, Монтгомеришир и т. д.

### Топонимия Шотландии

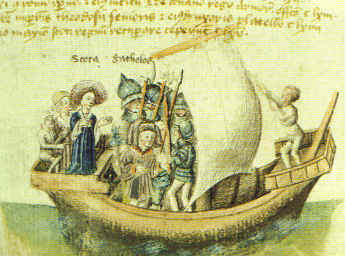
Основатели Шотландии — Скота (слева) и Гойдел Глас, плывущие из Египта. Рисунок из манускрипта XV века Scotichronicon Уолтера Боэра.

Название Шотландии происходит от слова «скотты» (лат. Scoti) — термин, применённый к гэлам, субэтнической группе племён, проживавшей на северо-западе Шотландии и Гебридских островах. В V—VI веках кельтское племя скотты переселилось из Ирландии на север острова Великобритания. К середине IX века они подчинили себе жившие там народы, после чего занятая ими территория получила название «Скотленд» (англ. Scotland) — «страна (земля) скоттов». В России это название традиционно употребляется в форме «Шотландия».
Кельтский топонимический пласт представлен в Шотландии достаточно широко: Дингуолл, Слигахан, Абердин и др. При этом топонимы кельтского происхождения чаще всего характеризуют особенности местности, а определяемое чаще всего стоит на втором месте после определения. Многие названия гэльского происхождения испытали влияние скандинавских языков, после чего были ассимилированы английским, но английская ассимиляция мало повлияла на кельтскую топонимию.
Наряду с топонимами кельтского происхождения в Шотландии присутствует и слой новоанглийских названий — Ньютаун, Блэкуотер, Ньюпорт. В Шотландии топонимов такого типа несколько больше по сравнению с Ирландией и Уэльсом.

### Топонимия Уэльса

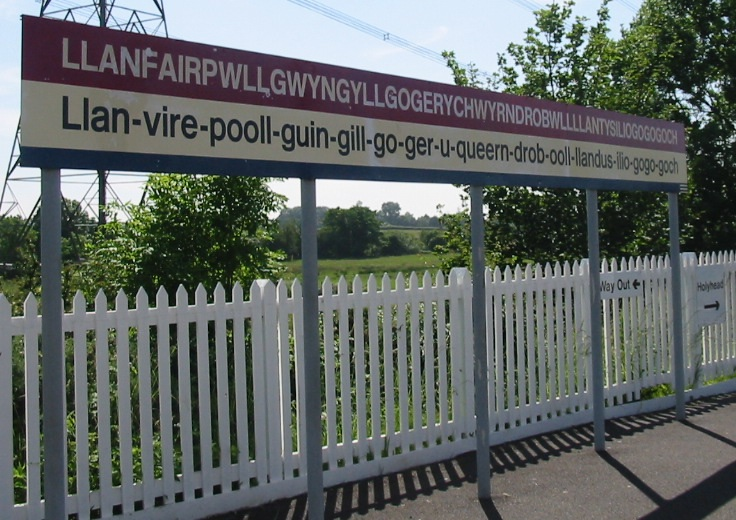
Железнодорожная станция в деревне Лланвайр-Пуллгуингилл

Топонимия Уэльса в большинстве случаев имеет валлийское происхождение, на её формирование также повлияли языковые контакты с римлянами, англосаксами, викингами, норманнами. Характерные валлийские
топонимы — Лланвиллин, Лланголлен, Лландидно, Лланелли. В Уэльсе находится деревня, полное название которой Лланвайрпуллгуингиллгогерихуирндробуллллантисилиогогогох (валл. Llanfairpwllgwyngyllgogerychwyrndrobwllllantysiliogogogoch, IPA: МФА: [ˌɬan.vair.puɬ.ˌɡwɪ̈n.ɡɪ̈ɬ.ɡo.ˌɡɛr.ə.ˌχwərn.ˌdro.buɬ.ˌɬan.tɪ̈.ˌsil.jo.ˌɡo.ɡo.ˈɡoːχ]о файле, переводится с валлийского как «Церковь святой Марии в ложбине белого орешника возле бурного водоворота и церкви святого Тисилио возле красной пещеры») занесено в Книгу рекордов Гиннеса как самое длинное слово, использованное в кроссворде.
Исследования топонимии Уэльса проводятся при поддержке Уэльского топонимического общества (Cymdeithas Enwau Lleoedd Cymru).
Наименования географических объектов в Уэльсе могут быть предметом разногласий. В некоторых случаях возникает вопрос, следует ли использовать и валлийское, и английское наименование или только одно из них, и которому следует отдать предпочтение. Правительство Уэльса и Национальное картографическое агентство Великобритании проводят политику стандартизации географических названий с использованием рекомендаций Комиссара по валлийскому языку и Центра исследования географических названий при Бангорском университете.

### Топонимия Северной Ирландии

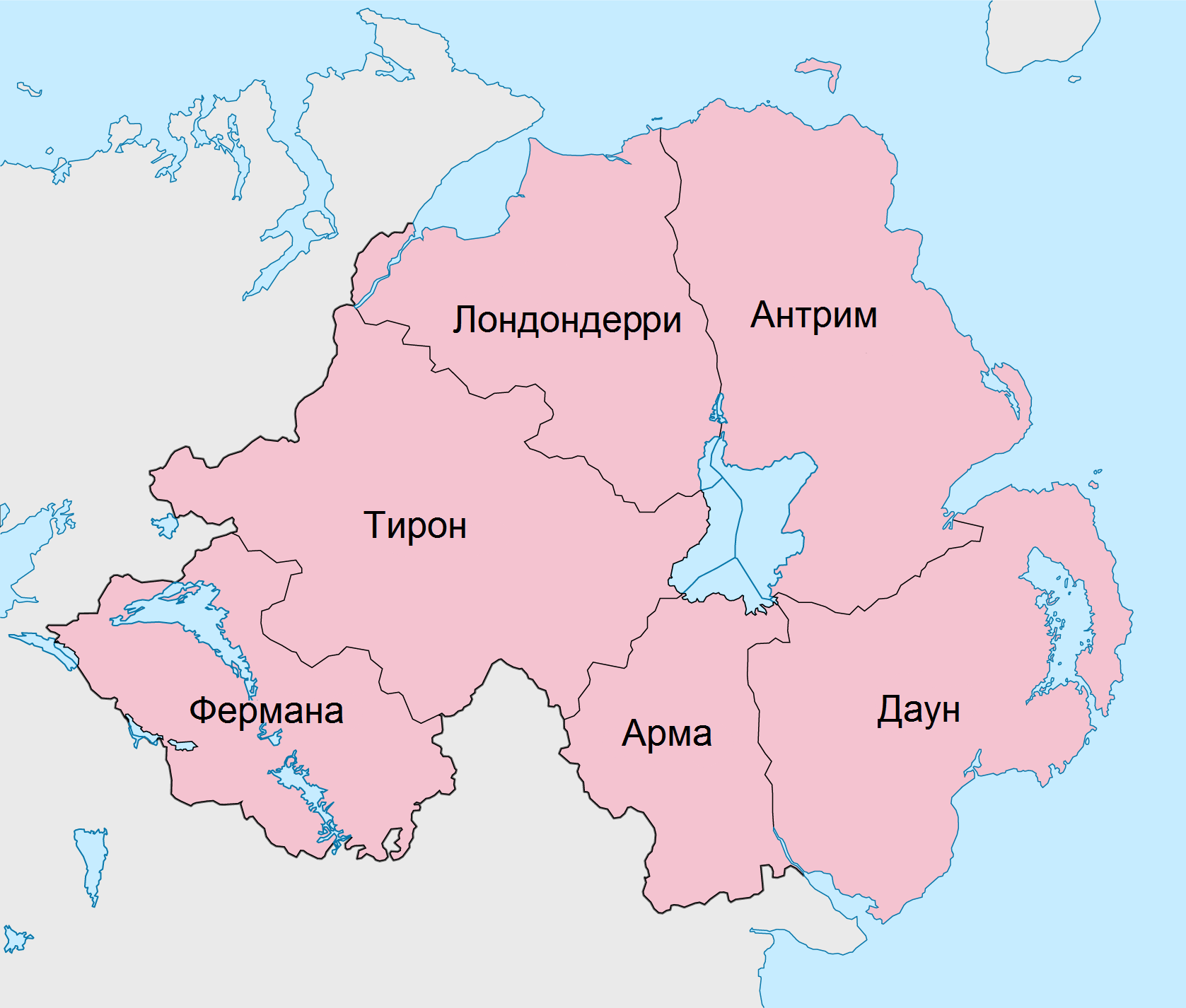
Административное деление Северной Ирландии

Северная Ирландия, расположенная в северо-восточной части острова Ирландия, является административно-политической частью Соединённого Королевства Великобритании и Северной Ирландии. Северную Ирландию не следует путать с Ольстером — исторической провинцией Ирландии. В Ольстер входят 9 графств, из которых только 6 входят в состав Северной Ирландии:Фермана, Тирон, Лондондерри, Антрим, Даун и Арма (известны под аббревиатурами FATLAD и FATDAD). После административной реформы 1973 года эти графства не имеют собственных администраций, а разделены на 26 районов со своими органами власти.
В Северной Ирландии, как и на острове Ирландия в целом, доминирует кельтский топонимический фон . Что касается языковой политики, Белфастскими соглашениями 1998 года, помимо английского, официальными языками региона были признаны ирландский и ольстерско-шотландский языки. В 2003 году правительства Великобритании и Ирландии совместно выразили свою приверженность принципам, установленным Актом о Северной Ирландии 1998 года, и заявили о создании правительственных учреждений, направленных на осуществление данной программы. В области ольстерско-шотландского языка в 2006 году соглашением в Сент-Андрусе были предприняты аналогичные меры, как и в отношении ирландского языка. В частности, в 2006 году была создана Ольстерская Академия Шотландцев, функцией которой должно было стать сохранение культурного колорита и языка ольстерских шотландцев.
Что касается регулирования вопросов топонимии, например, установка двуязычных дорожных знаков в Северной Ирландии не носит обязательного характера. В ряде местностей — Фермана, Ома, Арма, Марафелт, Ньюри и Мурн и Кукстаун по решению местных советов установлены двуязычные дорожные указатели. Дорожные знаки могут быть продублированы на ирландском языке по просьбе местных жителей, при условии наличия достаточной поддержки.

## Топонимическая политика
Согласно данным Группы экспертов ООН по географическим названиям (ГЭГНООН), Великобритания не имеет специального органа, ведающего топонимической политикой.